# Васин, Иван Федотович
Ива́н Федо́тович Ва́син (12 июня 1929 года, Хвалынск Саратовской области — 30 июня 2017 года, Москва) — заслуженный пилот СССР, заместитель министра гражданской авиации СССР (1980-1988 года).

## Биография

### Ранние годы
Родился 12 июня 1929 года в семье крестьян, на Волге, неподалеку от города Хвалынска Саратовской области. Заслуженный пилот СССР, кандидат технических наук, профессор, лауреат премии «Икар». После окончания школы[когда?], поступил в Хвалынское педагогическое училище, по его окончании работал сельским учителем.
В 1950 году окончил Краснокутское лётное училище гражданской авиации.

### Работа в гражданской авиации
Летал на По-2, Ли-2, Ил-12, Ил-14. На По-2 был пилотом-инструктором. Был назначен командиром воздушного судна, затем инструктором в Ульяновской школе высшей летной подготовки.
В 1958 году — зачислен (без экзаменов) на командный факультет Высшего авиационного училища в Ленинграде, где прошёл переподготовку для полётов на Ту-104.
В 1972 году  Васин стал первым начальником Высшего авиационного училища в Ленинграде (которое к тому моменту получило статус академии) и руководил им более 8 лет. Он автор курса на 300 учебных часов по безопасности полётов. Курс включал основы надёжности авиатехники, методы предупреждения авиационных происшествий и проведения их расследований, изучение опыта зарубежных авиакомпаний.
В период 1980—1988 годы — заместитель министра гражданской авиации СССР. К его области ответственности относились:
- летная служба,
- управление воздушным движением,
- радиолокационные средства обеспечения полётов,
- аэронавигационные средства обеспечения полётов,
- авиационная медицина.

В 1988 году назначен представителем СССР в Международной организации гражданской авиации (ИКАО), где проработал 5 лет (три с половиной года как представитель СССР, полтора года как представитель Российской Федерации).
В период 1993—1997 годы Васин работал на должности генерального директора российско-канадского предприятия «Аэроимп». В 1997 он в возрасте 69 лет вышел на пенсию. Был председателем совета Клуба ветеранов высшего руководящего состава гражданской авиации «Опыт».

### Смерть
Иван Федотович Васин скоропостижно скончался 30 июня 2017 года, он похоронен на Троекуровском кладбище 4 июля 2017 года.

### Семья
- Отец — Васин Федот Михайлович (1897—1933)[источник не указан 717 дней].
- Мать — Васина Евдокия Григорьевна (1901—1985)[источник не указан 717 дней].
- Супруга — Васина Тамара Сергеевна (род. 1928), преподаватель[источник не указан 717 дней].
  - Дочь — Дагаева Галина Ивановна (род. 1951), инженер-экономист[источник не указан 717 дней].
  - Сын — Васин Александр Иванович (род. 1955), пилот 1 класса[источник не указан 717 дней].

## Награды и звания
- Орден Ленина
- Орден Октябрьской революции
- Орден Дружбы народов
- Орден «Кирилл и Мефодий»
- Заслуженный пилот СССР (в 1970 году Указом Президиума Верховного Совета СССР)
- Лауреат премии «Икар»[3]

## Память
- Именем Иван Федотовича названа одна из аэронавигационных точек («Васин») на маршруте между Владивостоком и Токио